# Max Kaempfert
Max Kaempfert   (Berlín, 3 de gener de 1871 - Solothurn, 2 de juny de 1941) va ser un compositor i director d'orquestra alemany-suís.

## Biografia
Va estudiar al Conservatori de París i a la Royal Music School de Munic. Entre 1894 i setembre de 1898 va estar a Munic, primer com a violinista i a partir de 1895 també com a director dels concerts populars de l'Orquestra Filharmònica de Kaim, predecessora de la Filharmònica de Munic. El 1897 hi va fundar una "escola d'orquestra per a diletants". Va obtenir més experiència orquestral a Eisenach. El 1899 es va traslladar a Frankfurt del Main. El 1915 va ser nomenat director musical universitari i va ser director de banda de l'Orquestra Palmengarten durant molts anys. El 1923 es va traslladar a Suïssa. Va fundar la seva pròpia escola de música a Solothurn i va dirigir diverses orquestres.
Es va casar amb la cantant de cambra reial de Württemberg Anna Kaempfert (1877–1949).
Va compondre òperes, operetes, obres instrumentals i vocals.

## Obra
Rapsodies, obres per a orquestra de vent
- aprox. 1905 Rapsodia alemanya núm. 1
- aprox. 1905  Rapsodia núm. 2 (utilitzant cançons populars sueves), op. 89
- cap al 1905 Maig! - Rapsodia núm. 3 (utilitzant cançons populars alemanyes (maig), op. 90
- aprox. 1905 Swabian Rhapsody núm. 4 (utilitzant cançons populars suabes) - subtítol: Hie guet Würtemberg alleweg
- 1929 Liselotte Gavotte
- 1931 Arosa Intermezzo
- 1934 Solothurn Rapsodia núm. 7 (amb ús de melodies populars suïsses) per a gran orquestra, orquestra de saló (arranjament especial), trio, música d'harmonia i música de metalls (formació suïssa i alemanya).
- 1935 Alt Bern Rapsodia núm. 8 (utilitzant melodies populars suïsses)
- 1938 Endavant! Flak! Març
- 1939 A miners' festival - La fête des mineurs - The festival of the minor Rapsodia núm. 9 amb ús de cançons antigues dels miners alemanys
- Gran Duchesse Marie-Adélaïde

Música de cambra
- Hobbyhorse Op. 8è
- 1929 Les nines de la petita Elisabeth Música de titelles per a violí o cor de violí i piano
- 1929 Zwergmusik per al llibre d'imatges d'Ernst Kreidolf "A Winter's Tale" per a 2 violins o cor de violins i campanes
- 1930 Windmill Idyll per a violí (primera posició) o cor de violí i piano
- 1931 6 petites serenates per a violí (primera posició) o cor de violí i piano
- 1931 Des kleine Wolfgang's Puppet Theatre Suite per a violí (primera posició) o cor de violí i piano
- The Top Fairy of St. Gallen, suite per a violí (1a posició) o cor de violí i piano

Altres obres
- 1897 Spanish Op.9
- 1906 Old German March (Utilitzant tres melodies del segle XVI)
- 1913 Tren emmascarat
- 1922 La Bella Valenciana
- 1929 Música per al conte de fades "Hansel i Gretel" després de Germans Grimm per a 2 violins o cor de violins i escombra de bruixa
- 1929 Blancaneus Dansa de la "Música nana" per al llibre d'imatges d'Ernst Kreidolf "A Winter's Tale"
- 1930 Cançons populars infantils i jocs populars infantils d'Elisabeth Noack "El meu primer llibre de cant". Part 1 - Per cantar i tocar
- 1930 A St. John's Night Dream - Le Rêve de la Saint-Jean per a violí... o cor de violí, piano, cor infantil o femení unànime, quintet de corda (ad lib.) i campanes (ad lib.)
- Òpera El tresor del sultà, llibret de Julius Beck (1898)
- Òpera The Dead Guest
- Suite Der Hausfrieden per a gran orquestra
- Karl Schwarzlose March